# Ріка Свіча з притокою Мізунькою
Рікá Свічá з притóкою Мізу́нкою — ландшафтний заказник місцевого значення в Україні. Розташований у Долинському районі Івано-Франківської області, на захід від міста Долина. 
Площа 5940 га. Створений 1993 року. Перебуває у віданні Долинської районної ради. 
Статус надано з метою збереження мальовничої гірської річки Свічі (разом з притокою Мізункою), яка найбільше збереглася в природному стані, перспективного джерела питної води, а також всього комплексу рослинного і тваринного світу.

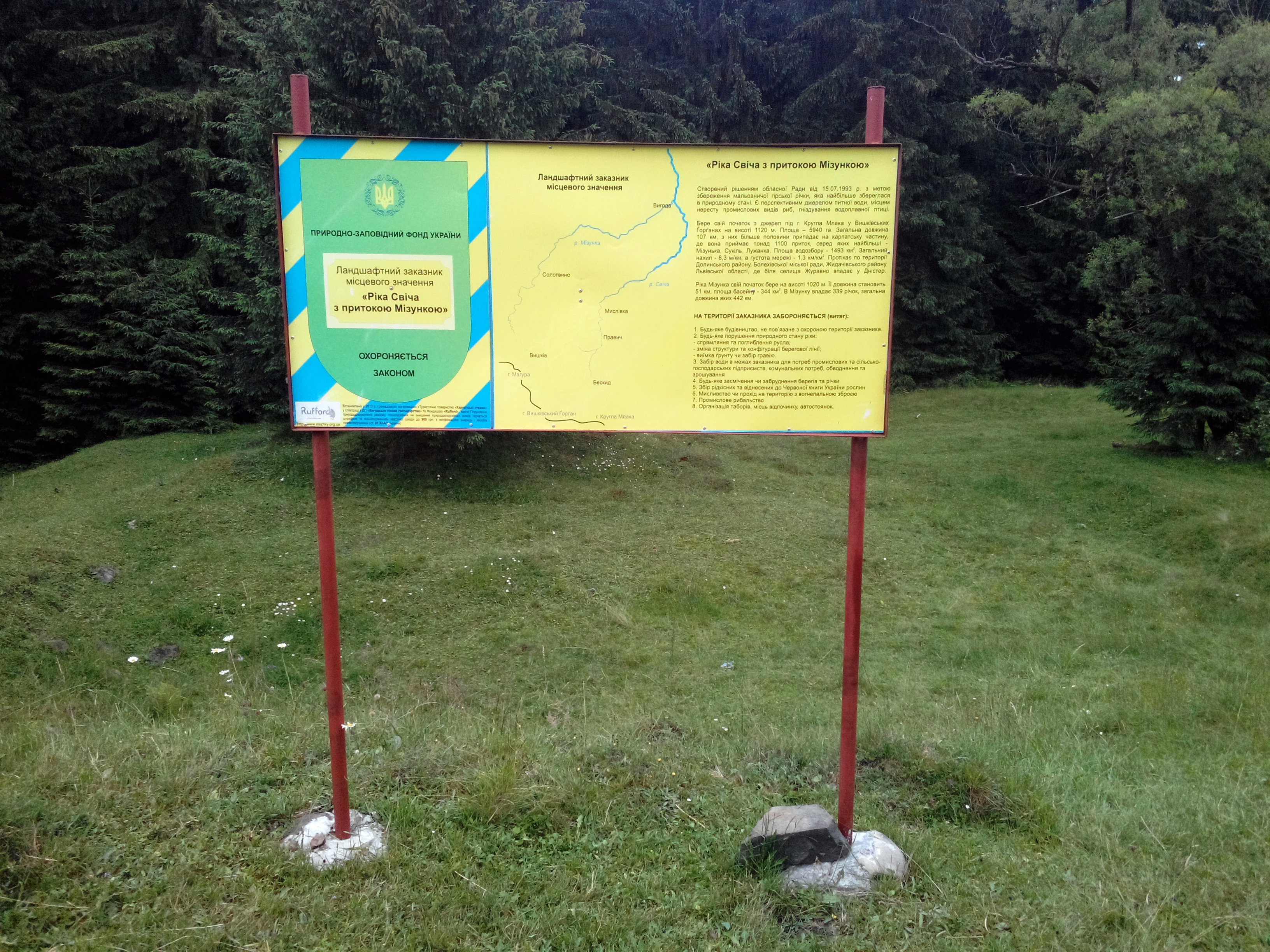
Інформаційно-охоронна таблиця неподалік присілка Людвиківка

У 2013 році в рамках проекту Фундації Раффорд громадська організація «Карпатські стежки» встановила вздовж русла річки 1 інформаційно-охоронну таблицю та два межові охоронні знаки (урочища Правич і Бескид).

## Джерела

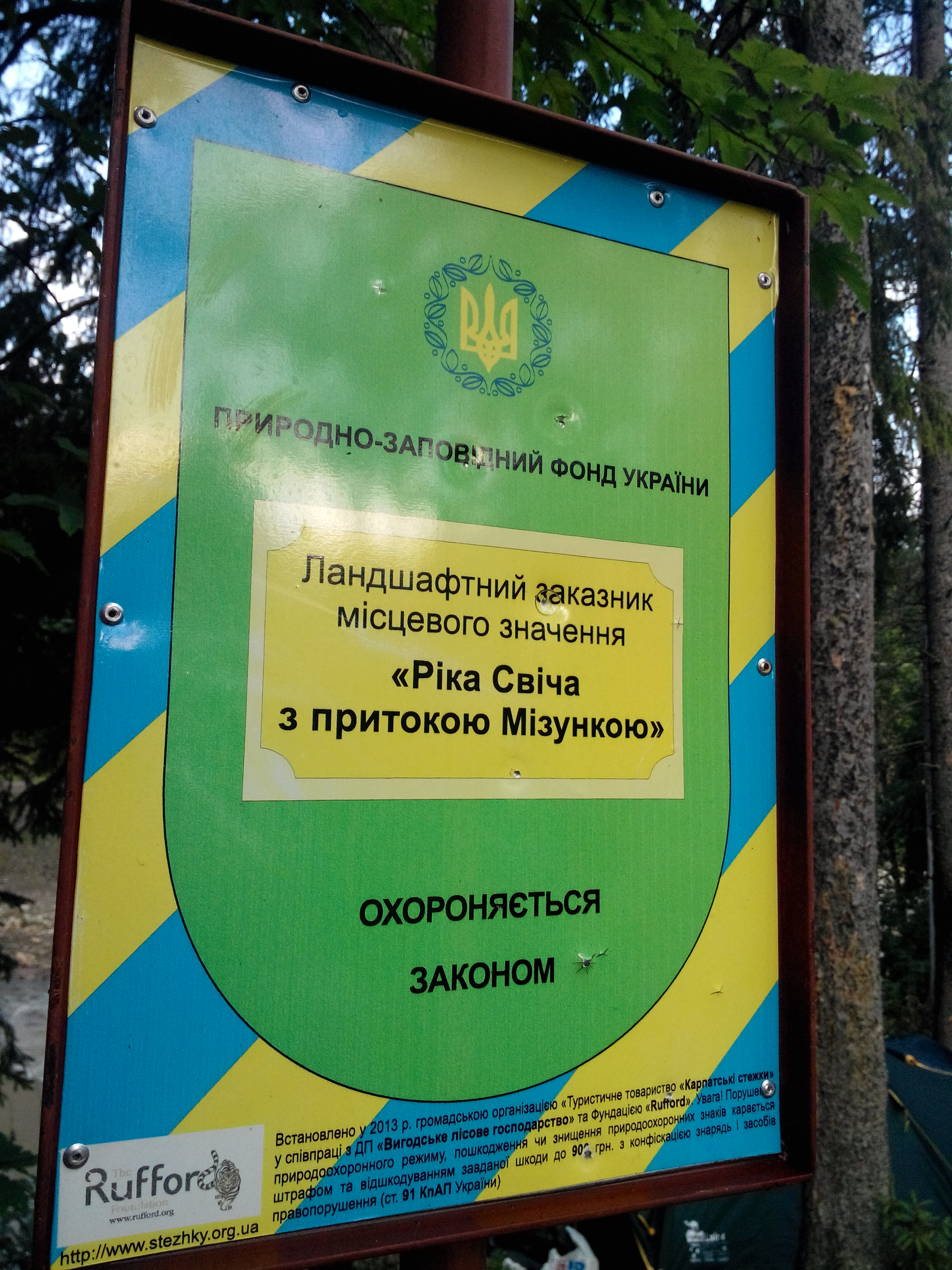
Прострілений браконьєрами межовий знак в ур. Правич